# Germania al Turkvision Song Contest
La Germania ha partecipato a 3 edizioni del Turkvision Song Contest a partire dal 2014. La rete che cura le varie partecipazioni è la Türkshow TV. La Germania ha aderito alla manifestazione, in quanto al suo interno sono presenti grandi comunità turche, o comunque popolazioni e minoranze linguistiche di origini turche.

## Partecipazioni
- Primo posto
- Secondo posto
- Terzo posto
- Ultimo posto

| Anno                            | Artista              | Canzone             | Posizione           | Punti               | Note                |
| ------------------------------- | -------------------- | ------------------- | ------------------- | ------------------- | ------------------- |
| Nessuna partecipazione nel 2013 |                      |                     |                     |                     |                     |
| 2014                            | Fahrettin Güneş      | "Sevdiğim"          | -                   | -                   | [ 1 ]               |
| 2015                            | Derya Kaptan         | "Sessiz Çiğlik"     | 11                  | 153                 |                     |
| 2017                            | Seyran               | Edizione cancellata | Edizione cancellata | Edizione cancellata | Edizione cancellata |
| 2020                            | Seyran Ismayilkhanov | Odun                | 8                   | 190                 |                     |